# Xã Lincoln, Quận Newaygo, Michigan
Xã Lincoln (tiếng Anh: Lincoln Township) là một xã thuộc quận Newaygo, tiểu bang Michigan, Hoa Kỳ. Năm 2010, dân số của xã này là 1.275 người.